# MeidasTouch
MeidasTouch ist ein progressives, US-amerikanisches Mediennetzwerk, das seine Art der Berichterstattung und Kommentierung des Politikgeschehens als Pro-Demokratie-Journalismus (pro-democracy journalism) bezeichnet.

## Geschichte
MeidasTouch wurde im März 2020 von den Brüdern Ben, Brett und Jordan Meiselas gegründet. Aus Frust über Donald Trumps Umgang mit der COVID-19-Pandemie starteten sie zunächst einen Blog. Mit ihrer Präsenz auf Twitter, YouTube und TikTok, wo sie in Beiträgen und viralen Videos Trumps eigene Worte gegen ihn und andere republikanische Persönlichkeiten verwendeten, erweiterten sie ihre Reichweite deutlich.
Im Mai 2020 folgte die Eintragung des liberalen Political Action Committees (PAC) Meidas Touch um Werbespots und Plakatwände zu finanzieren und um die Wiederwahl von Donald Trump als US-Präsident im Jahr 2020 zu verhindern. Das Super-PAC unterstützte die Demokratische Partei in den Präsidentschaftswahlen 2020, den Senatswahlen im Bundesstaat Georgia 2020/21, sowie der außerordentlichen Senatswahl in Georgia 2020/21. 
Im September 2020 erhielten sie mit MeidasTouch Radio einen Platz bei Sirius XM Progress. In einer limitierten Anzahl Ausgaben sprachen sie in ihrer Sendung über die progressiven Anliegen die ihnen wichtig sind und wie man sich politisch engagieren kann. Seit August 2023 ist MeidasTouch kein PAC mehr. Der Name wurde in Democracy Defense Action geändert und die Verantwortung an ein neues Team übergeben. Der Name MeidasTouch steht seitdem für die Medienorganisation MeidasTouch Network.

### Podcasts
Seit September 2020 produziert das MeidasTouch Network auch Podcasts. Zu ihrem Angebot gehören unter anderem Mea Culpa with Michael Cohen, dem ehemaligen Rechtsanwalt von Donald Trump und The MeidasTouch Podcast,  in dem sie täglich die aktuellen Nachrichten besprechen. Laut Podscribe verzeichnete The MeidasTouch Podcast im monatlichen Ranking der meist heruntergeladenen Podcasts in den USA vom 1. Januar bis 12. Februar 2025 mehr Aufrufe als der bisher meistgehörte Podcast The Joe Rogan Experience.
|                                                        | Thema                       |
| ------------------------------------------------------ | --------------------------- |
| The MeidasTouch Podcast                                | Nachrichten, Politik        |
| Legal AF                                               | Recht                       |
| The PoliticsGirl                                       | Nachrichten, Politik        |
| MissTrial                                              | Recht                       |
| Political Beatdown with Michael Cohen and Ben Meiselas | Nachrichten, Politik, Recht |
| Uncovered                                              | Medien                      |
| The Weekend Show                                       | Politik                     |
| Mea Culpa mit Michael Cohen                            | Politik                     |
| On Democracy mit FPWellmann                            | Politik                     |

## Gründer
- Ben Meiselas (Rechtsanwalt)[4]
- Brett Meiselas (Video-Editor, Emmy-Gewinner, arbeitete bei The Ellen DeGeneres Show)[4]
- Jordan Meiselas (Marketingleiter)[4]